# Austroaeschna parvistigma
Austroaeschna parvistigma är en trollsländeart som beskrevs av Selys 1883. Austroaeschna parvistigma ingår i släktet Austroaeschna och familjen mosaiktrollsländor. Inga underarter finns listade i Catalogue of Life.